# Franco Colapinto
Franco Alejandro Colapinto (* 27. května 2003 Pilar) je argentinský závodní jezdec, který působí jako pilot týmu Alpine ve Formuli 1.
Od devíti let závodil v motokárách, kde vyhrál několik regionálních i národních titulů. V roce 2018 přestoupil do juniorské formule, o rok později vyhrál španělskou formuli 4. V roce 2020 získal třetí místo v šampionátech Formula Renault Eurocup a Toyota Racing Series. V roce 2021 závodil ve vytrvalostních závodech. V roce 2022 se účastnil šampionátu Formule 3, kde v další sezóně skončil čtvrtý, a poté se přesunul do Formule 2 do týmu MP Motorsport.
Od roku 2023 je členem akademie Williamsu. Ve Formuli 1 debutoval v Grand Prix Itálie 2024, kdy pro zbývajících 9 závodů sezóny nahradil ve Williamsu Logana Sargeanta, než ho v roce 2025 nahradil Carlos Sainz. Při svém debutu se stal prvním Argentincem ve Formuli 1 od Gastóna Mazzacanea v roce 2001. Své první mistrovské body získal v Grand Prix Ázerbájdžánu. V roce 2025 se stal rezervním jezdcem týmu Alpine a po šesti závodech v sezóně nahradil v monopostu Jacka Doohana.

## Kariéra

### Formule 3
V roce 2022 podepsal smlouvu s týmem Van Amersfoort Racing. Kariéru ve Formuli 3 zahájil ziskem pole position. V dalším kole vyhrál sprint v Imole. Během sezóny získal další tři umístění na stupních vítězů a jedno vítězství ve sprintu v Monze, celkově skončil na devátém místě.

#### 2023
9. ledna 2023 byl oznámen jako jezdec MP Motorsport pro rok 2023. Sezónu zakončil čtvrtý se dvěma výhrami a dalšími třemi umístěními na stupních vítězů.

### Formule 2

#### 2023
V říjnu 2023 bylo oznámeno, že se Colapinto přesune do Formule 2 na závěrečný závod a celou sezónu 2024 s MP Motorsport. Ve sprintu skončil 19., ale z hlavního závodu odstoupil kvůli problému se senzorem.

#### 2024
Colapinto ve sprintu v Imole získal své první vítězství ve Formuli 2 a navíc zajel nejrychlejší kolo. Poslední čtyři závody musel vynechat, jelikož se přesunul do Formule 1.

### Formule 1
V lednu 2023 se stal členem akademie Williamsu.
Poprvé se projel v monopostu Formule 1 během posezónních testů v roce 2023 na okruhu Yas Marina. Prvního tréninku se zúčastnil v roce 2024 během Grand Prix Velké Británie.

#### Williams (2024)
Colapinto nahradil Logana Sargeanta ve Williamsu po Grand Prix Nizozemska 2024 a jezdil za Williams po zbytek sezóny Formule 1, debutoval v Grand Prix Itálie 2024. Colapinto je prvním jezdcem Formule 1 z Argentiny od Gastóna Mazzacaneho, který naposledy závodil v roce 2001.

## Výsledky
| Legenda k tabulce | Legenda k tabulce                                                                       |
| Barva             | Výsledek                                                                                |
| ----------------- | --------------------------------------------------------------------------------------- |
| Zlatá             | Vítěz                                                                                   |
| Stříbrná          | 2. místo                                                                                |
| Bronzová          | 3. místo                                                                                |
| Zelená            | Bodované umístění                                                                       |
| Modrá             | Nebodované umístění                                                                     |
| Modrá             | Dokončil neklasifikován (NC)                                                            |
| Fialová           | Odstoupil (Ret)                                                                         |
| Červená           | Nekvalifikoval se (DNQ)                                                                 |
| Červená           | Nepředkvalifikoval se (DNPQ)                                                            |
| Černá             | Diskvalifikován (DSQ)                                                                   |
| Bílá              | Nestartoval (DNS)                                                                       |
| Bílá              | Závod zrušen (C)                                                                        |
| Světle modrá      | Pouze trénoval (PO)                                                                     |
| Světle modrá      | Páteční testovací jezdec (TD)                                                           |
| Bez barvy         | Netrénoval (DNP)                                                                        |
| Bez barvy         | Vyřazen (EX)                                                                            |
| Bez barvy         | Nepřijel (DNA)                                                                          |
| Bez barvy         | Odvolal účast (WD)                                                                      |
| Bez barvy         | Nezúčastnil se (prázdné)                                                                |
| Označení          | Význam                                                                                  |
| Tučnost           | Pole position                                                                           |
| Kurzíva           | Nejrychlejší kolo                                                                       |
| †                 | Jezdec nedojel do cíle, ale byl klasifikován, protože odjel více než 90 % délky závodu. |
| ‡                 | Byl udělován poloviční počet bodů, protože bylo odjeto méně než 75 % délky závodu.      |
| Horní index       | Umístění bodujících jezdců ve sprintu                                                   |

### Závodní kariéra
| Sezóna | Série                                            | Tým                        | Závody | Vítězství | PP | NK | Pódia | Body  | Umístění   |
| ------ | ------------------------------------------------ | -------------------------- | ------ | --------- | -- | -- | ----- | ----- | ---------- |
| 2018   | F4 Spanish Championship                          | Drivex School              | 4      | 1         | 2  | 0  | 2     | 49    | 9. místo   |
| 2019   | F4 Spanish Championship                          | Drivex School              | 21     | 11        | 10 | 10 | 13    | 325   | 1. místo   |
| 2019   | Euroformula Open Championship                    | Drivex School              | 2      | 0         | 0  | 0  | 0     | 0     | 27. místo  |
| 2019   | Formula Renault Eurocup                          | FA Racing by Drivex        | 4      | 0         | 0  | 0  | 0     | 0     | —          |
| 2020   | Formula Renault Eurocup                          | MP Motorsport              | 20     | 2         | 0  | 2  | 9     | 213.5 | 3. místo   |
| 2020   | Toyota Racing Series                             | Kiwi Motorsport            | 15     | 1         | 1  | 2  | 8     | 315   | 3. místo   |
| 2021   | Formula Regional European Championship           | MP Motorsport              | 16     | 2         | 3  | 4  | 4     | 140   | 6. místo   |
| 2021   | Asian Le Mans Series                             | G-Drive Racing             | 4      | 0         | 3  | 3  | 3     | 66    | 3. místo   |
| 2021   | European Le Mans Series                          | G-Drive Racing             | 6      | 1         | 1  | 1  | 2     | 74    | 4. místo   |
| 2021   | FIA World Endurance Championship - LMP2          | G-Drive Racing             | 2      | 0         | 0  | 0  | 0     | 0     | —          |
| 2021   | 24 Hours of Le Mans - LMP2                       | G-Drive Racing             | 1      | 0         | 0  | 0  | 0     | N/A   | 7. místo   |
| 2021   | GT World Challenge Europe Endurance Cup - Silver | ROFGO Racing with Team WRT | 1      | 0         | 0  | 0  | 0     | 11    | 27. místo  |
| 2021   | Intercontinental GT Challenge                    | Team WRT                   | 1      | 0         | 0  | 0  | 0     | 0     | —          |
| 2022   | FIA Formule 3                                    | Van Amersfoort Racing      | 18     | 2         | 1  | 0  | 5     | 76    | 9. místo   |
| 2023   | FIA Formule 3                                    | MP Motorsport              | 18     | 2         | 0  | 0  | 5     | 110   | 4. místo   |
| 2023   | FIA Formule 2                                    | MP Motorsport              | 2      | 0         | 0  | 0  | 0     | 0     | 25. místo  |
| 2024   | FIA Formule 2                                    | MP Motorsport              | 20     | 1         | 0  | 3  | 3     | 96    | 9. místo   |
| 2024   | Formule 1                                        | Williams Racing            | 9      | 0         | 0  | 0  | 0     | 5     | 19. místo  |
| 2025   | Formule 1                                        | BWT Alpine F1 Team         | 6      | 0         | 0  | 0  | 0     | 0*    | 20. místo* |

### Kompletní výsledky ve Formuli 3
| Rok  | Tým                   | 1          | 2          | 3           | 4           | 5           | 6         | 7          | 8           | 9          | 10        | 11        | 12         | 13         | 14         | 15         | 16         | 17        | 18          | Body | Umístění |
| ---- | --------------------- | ---------- | ---------- | ----------- | ----------- | ----------- | --------- | ---------- | ----------- | ---------- | --------- | --------- | ---------- | ---------- | ---------- | ---------- | ---------- | --------- | ----------- | ---- | -------- |
| 2022 | Van Amersfoort Racing | BHR SPR 25 | BHR FEA 5  | IMO SPR 1   | IMO FEA 22  | CAT SPR Ret | CAT FEA 8 | SIL SPR 13 | SIL FEA Ret | RBR SPR 3  | RBR FEA 6 | HUN SPR 2 | HUN FEA 15 | SPA SPR 15 | SPA FEA 12 | ZAN SPR 13 | ZAN FEA 3  | MNZ SPR 1 | MNZ FEA 15  | 76   | 9. místo |
| 2023 | MP Motorsport         | BHR SPR 2  | BHR FEA 10 | MEL SPR DSQ | MEL FEA Ret | MON SPR 4   | MON FEA 6 | CAT SPR 6  | CAT FEA 2   | RBR SPR 13 | RBR FEA 4 | SIL SPR 1 | SIL FEA 8  | HUN SPR 7  | HUN FEA 3  | SPA SPR 5  | SPA FEA 10 | MNZ SPR 1 | MNZ FEA Ret | 110  | 4. místo |

### Kompletní výsledky ve Formuli 2
| Rok  | Tým           | 1          | 2         | 3          | 4           | 5         | 6           | 7         | 8         | 9         | 10         | 11         | 12        | 13         | 14        | 15        | 16        | 17        | 18         | 19        | 20          | 21      | 22      | 23      | 24      | 25         | 26          | 27      | 28      | Body | Umístění  |
| ---- | ------------- | ---------- | --------- | ---------- | ----------- | --------- | ----------- | --------- | --------- | --------- | ---------- | ---------- | --------- | ---------- | --------- | --------- | --------- | --------- | ---------- | --------- | ----------- | ------- | ------- | ------- | ------- | ---------- | ----------- | ------- | ------- | ---- | --------- |
| 2023 | MP Motorsport | BHR SPR    | BHR FEA   | JED SPR    | JED FEA     | MEL SPR   | MEL FEA     | BAK SPR   | BAK FEA   | MCO SPR   | MCO FEA    | CAT SPR    | CAT FEA   | RBR SPR    | RBR FEA   | SIL SPR   | SIL FEA   | HUN SPR   | HUN FEA    | SPA SPR   | SPA FEA     | ZAN SPR | ZAN FEA | MNZ SPR | MNZ FEA | YMC SPR 19 | YMC FEA Ret |         |         | 0    | 25. místo |
| 2024 | MP Motorsport | BHR SPR 18 | BHR FEA 6 | JED SPR 11 | JED FEA Ret | MEL SPR 4 | MEL FEA DSQ | IMO SPR 1 | IMO FEA 5 | MON SPR 5 | MON FEA 13 | CAT SPR 18 | CAT FEA 2 | RBR SPR 11 | RBR FEA 2 | SIL SPR 5 | SIL FEA 4 | HUN SPR 5 | HUN FEA 13 | SPA SPR 8 | SPA FEA Ret | MNZ SPR | MNZ FEA | BAK SPR | BAK FEA | LSL SPR    | LSL FEA     | YMC SPR | YMC FEA | 96   | 9. místo  |

### Kompletní výsledky ve Formuli 1
| Rok  | Tým                | Šasi          | Motor                        | 1   | 2   | 3   | 4   | 5   | 6   | 7      | 8      | 9      | 10     | 11     | 12      | 13  | 14  | 15  | 16     | 17    | 18     | 19     | 20     | 21      | 22     | 23      | 24      | Body | Umístění   |
| ---- | ------------------ | ------------- | ---------------------------- | --- | --- | --- | --- | --- | --- | ------ | ------ | ------ | ------ | ------ | ------- | --- | --- | --- | ------ | ----- | ------ | ------ | ------ | ------- | ------ | ------- | ------- | ---- | ---------- |
| 2024 | Williams Racing    | Williams FW46 | Mercedes-AMG F1 M15 V6 t     | BHR | SAU | AUS | JPN | CHN | MIA | EMI    | MON    | CAN    | ESP    | AUT    | GBR TD  | HUN | BEL | NED | ITA 12 | AZE 8 | SIN 11 | USA 10 | MXC 12 | SAP Ret | LVG 14 | QAT Ret | ABU Ret | 5    | 19. místo  |
| 2025 | BWT Alpine F1 Team | Alpine A525   | Renault E-Tech RE25 1.6 V6 t | AUS | CHN | JPN | BHR | SAU | MIA | EMI 16 | MON 13 | ESP 15 | CAN 13 | AUT 15 | GBR DNS | BEL | HUN | NED | ITA    | AZE   | SIN    | USA    | MXC    | SAP     | LVG    | QAT     | ABU     | 0*   | 20. místo* |